# Пост, Тед
Тед Пост (англ. Ted Post; 31 марта 1918[…], Бруклин, Нью-Йорк — 20 августа 2013[…], Санта-Моника, Калифорния) — американский режиссёр кино и телевидения. Наиболее известен работами над телесериалами «Пейтон-Плейс» (179 эпизодов за 5 лет) и «Дымок из ствола» (56 эпизодов за 7 лет).

## Биография
Тед Пост родился 31 марта 1918 года в Бруклине (Нью-Йорк) в еврейской семье. В 1938 году начал работать на должности швейцара в одном из бруклинских кинотеатров. Мечтал стать актёром, но после некоторого обучения понял, что таковой талант его слишком мал. Пост стал режиссировать постановки летних театров. В 1950 году поступил в недавно открытую Старшую школу исполнительских искусств, уговорив так же поступить своего друга, Сидни Люмета, который вскоре стал намного более известным режиссёром, чем Пост.
С 1950 года Пост стал выступать как режиссёр телефильмов и телесериалов, с 1956 года — также как режиссёр кинофильмов. Карьера Поста продолжалась до 1983 года, потом последовали разовые работы в 1986, 1991 и 1999 годах, затем режиссёр удалился на покой.
Тед Пост скончался 20 августа 2013 года в Медицинском центре Калифорнийского университета (Санта-Моника) в возрасте 95 с половиной лет. Похоронен на кладбище «Гора Синай».

### Личная жизнь
В 1940 году Пост женился на девушке по имени Тельма. Пара прожила вместе 73 года до самой смерти режиссёра. От брака остались двое детей: дочь Лори, стала психологом, и сын Роберт (род. 1947), который стал профессором права в Йельской школе права и был её деканом с 2009 по 2017 годы.

## Награды и номинации
- 1955[англ.] — Прайм-таймовая премия «Эмми» в категории «Лучший режиссёр» за эпизод Christmas on the Waterfront сериала «Береговая линия» — номинация.
- 1955 — Премия Гильдии режиссёров Америки в категории «Лучшее режиссёрское достижение на телевидении» за эпизод High Water сериала «Береговая линия» — номинация.
- 1956 — Премия Гильдии режиссёров Америки в категории «Лучшее режиссёрское достижение на телевидении» за эпизод Mercy Wears an Apron сериала «Медик»[англ.] — номинация.
- 1961 — Премия «Наследие вестерна»[англ.]* в категории «Вымышленная телевизионная драма» за эпизод Incident at Dragoon Crossing сериала «Сыромятная плеть» (совместно ещё с семью кинематографистами) — победа.
- 2002 — Премия «Золотой ботинок»[англ.]*

## Избранная фильмография

### Кинорежиссёр
- 1959 — Легенда Тома Дули[англ.] / The Legend of Tom Dooley
- 1968 — Вздёрни их повыше / Hang 'Em High
- 1970 — Под планетой обезьян / Beneath the Planet of the Apes
- 1973 — Малыш / The Baby
- 1973 — Харрадский эксперимент[англ.] / The Harrad Experiment
- 1973 — Высшая сила / Magnum Force
- 1975 — Дуновения[англ.] / Whiffs
- 1978 — Хорошие парни ходят в чёрном / Good Guys Wear Black
- 1978 — Иди и скажи спартанцам / Go Tell the Spartans
- 1980 — Ночное убийство[англ.] / Nightkill
- 1991 — Живой щит / The Human Shield

### Телережиссёр
- 1951—1952 — Театр Armstrong Circle[англ.] / Armstrong Circle Theatre — 22 эпизода
- 1952—1954 — Театр звёзд Шлица[англ.] / Schlitz Playhouse of Stars — 20 эпизодов
- 1953—1955 — Театр Форда[англ.] / Ford Theatre — 21 эпизод
- 1954—1955 — Береговая линия / Waterfront — 52 эпизода
- 1955 — Медик[англ.] / Medic — 5 эпизодов
- 1956—1963 — Дымок из ствола / Gunsmoke — 56 эпизодов
- 1957—1958 — Перри Мейсон / Perry Mason — 2 эпизода
- 1958 — Территория Надгробных Плит[англ.] / Tombstone Territory — 3 эпизода
- 1958 — Ричард Даймонд, частный детектив[англ.] / Richard Diamond, Private Detective — 2 эпизода
- 1959 — Закон Человека с равнин[англ.] / Law of the Plainsman — 2 эпизода
- 1959—1960 — Стрелок[англ.] / The Rifleman — 4 эпизода
- 1959—1964 — Сыромятная плеть / Rawhide — 24 эпизода
- 1960—1961 — Шах и мат[англ.] / Checkmate — 2 эпизода
- 1960—1961 — Детективы[англ.] / The Detectives — 4 эпизода
- 1960—1962 — Караван повозок[англ.] / Wagon Train — 8 эпизодов
- 1960, 1963—1964 — Сумеречная зона / The Twilight Zone — 4 эпизода
- 1961 — Следуй за солнцем[англ.] / Follow the Sun — 3 эпизода
- 1961 — Высокий человек[англ.] / The Tall Man — 2 эпизода
- 1961—1962 — Триллер[англ.] / Thriller — 2 эпизода
- 1962 — Широкая страна[англ.] / Wide Country — 2 эпизода
- 1962—1963 — Премьера Alcoa[англ.] / Alcoa Premiere — 4 эпизода
- 1963—1964 — В бой![англ.] / Combat! — 7 эпизодов
- 1964 — Путешествия Джейми Макфитерса[англ.] / The Travels of Jaimie McPheeters — 2 эпизода
- 1964—1969 — Пейтон-Плейс / Peyton Place — 179 эпизодов
- 1964, 1967, 1970, 1979, 1982—1983 — Понимание[англ.] / Insight — 6 эпизодов
- 1971 — Не складывать, не скручивать, не калечить[англ.] / Do Not Fold, Spindle or Mutilate
- 1975—1976 — Коломбо / Columbo — 2 эпизода
- 1976 — Ковчег-2[англ.] / Ark II — 8 эпизодов
- 1976 — Богач, бедняк: Книга вторая[англ.] / Rich Man, Poor Man Book II — 2 эпизода
- 1979 — Девушки в офисе[англ.] / The Girls in the Office
- 1986 — Дилижанс[англ.] / Stagecoach

### Прочие работы
- 1960 — Время звёзд[англ.] / Startime — сценарист эпизода The Young Juggler
- 1972 — Бравос / The Bravos — сценарист телефильма
- 1973 — Малыш / The Baby — исполнил без указания в титрах эпизодическую роль игрока в дартс на праздновании дня рождения
- 2001—2002 — Фестиваль искусств в Университете иудаизма[англ.] в Бел-Эйре[англ.] — режиссёр.